# Kålbladstekel
Kålbladstekel (Athalia rosae) är en stekel som tillhör  underordningen växtsteklar och familjen bladsteklar. Som larv lever den på blad av korsblommiga växter och den kan uppträda som skadeinsekt i odlingar av oljeväxter som raps och vitsenap. Även vissa odlade köksväxter, däribland kål och kålrot, kan vara värdväxter för larven.

## Kännetecken
Kålbladstekeln är som imago (fullbildad insekt) 7–9 millimeter lång. Storleken skiljer sig åt mellan könen, honorna är störst och hanarna är mindre. Kroppen är orangegul och svart och vingarna är genomskinliga. Framvingarna har svart framkant. Stekelns huvud är svart och dess antenner är mörka. Mellankroppen är orangefärgad och svart. Två karaktäristiska stora svarta fläckar finns på mellankroppens ovansida, ovanför vingbasen. Bakkroppen är övervägande orangefärgad.
Larven är hårlös och dess längd i det första larvstadiet är cirka är 2 millimeter och färgen ljust grågrön. I senare larvstadier förändras larvens färg och blir mörkare, tills den är mattsvart med ljusare strimmor på sidorna. I det sista larvstadiet når larven en längd på 15–17 millimeter. Larven har elva benpar. Dess hårlösa kropp ser lite rynkig ut.

## Levnadssätt
Kålbladstekeln genomgår fullständig förvandling med de fyra utvecklingsstadierna ägg, larv, puppa och imago. Den hinner med två generationer per år, den första lever som larver i juni och juli och den andra i augusti och september. Övervintringen sker i en kokong i marken. Både larver från den första och den andra generationen övervintrar, då inte alla larver från den första generationen blir fullbildade steklar samma år som de spinner in sig i kokongen.
En hona kan lägga upp till 100-200 ägg, även om de flesta honor inte lägger så många. Äggen läggs ett och ett på undersidan av värdväxtens blad, nära bladkanten. Honan placerar äggen i en liten ficka i bladet som hon gör med sitt äggläggningsrör. Det tar omkring en vecka innan äggen kläcks. Larvutvecklingen tar 3–4 veckor. Under denna tid ömsar larven hud fem gånger. När larven är färdigvuxen gräver den ner sig i marken och spinner in sig i en kokong för att förpuppa sig.
De fullbildade steklarna är främst aktiva i soligt och varmt väder och kan då ses i närheten av värdväxterna och besökandes blommor där de letar nektar.